# Gloria in excelsis Deo (Bach)
Gloria in excelsis Deo (BWV 191) is een door Johann Sebastian Bach gecomponeerde cantate. De drie delen van deze cantate zijn bewerkingen van drie delen van de oorspronkelijke Kyrie en Gloria (Mis in b-kleine terts, ‘Missa Brevis’) die Bach in 1733 componeerde voor August III van Polen. Later zou Bach deze drie delen weer hergebruiken voor zijn Hohe Messe.

## Programma
De cantate werd door Bach gecomponeerd voor een uitvoering in een kerstdienst, blijkend uit een aantekening op het manuscript in het handschrift van Bach (J.J. Festo Nativit: Xsti." (Jesu Juva Festo Nativitatis Christi) – Jezus, help! Voor de viering van de geboorte van Christus). Onbekend is wanneer deze cantate precies geschreven is. Het is in ieder geval een werk dat Bach op latere leeftijd schreef. Sommige bronnen spreken van een eerste uitvoering in 1740, andere bronnen spreken van een eerste uitvoering ter omlijsting van een academische rede in de Universiteitskerk Sint-Paulus van Leipzig op 25 december 1742. Weer een andere bron suggereert dat de cantate in op 25 december 1745 voor het eerst is uitgevoerd ter gelegenheid van een speciale kerstdienst om de Vrede van Dresden te vieren die een einde maakte aan de Tweede Silezische Oorlog.
Opvallend is dat deze cantate in het Latijn is geschreven. Het is de enige van de bewaard gebleven kerkcantates van Bach die in het Latijn geschreven is.
De tekst van de cantate is afkomstig van de volgende bronnen:
- Grote doxologie, Gloria in Excelsis Deo (Ere zij God in den hoge), afkomstig uit Lucas 2:14, de tekst waarmee de engelen de geboorte van Jezus aankondigen aan de herders.
- Kleine doxologie, Gloria Patri et Filio et Spritui sancto. Sicut erat in principio, et nunc et semper et in saecula saeculorum. Amen (Eer aan de Vader, de Zoon en de Heilige Geest. Zoals het was in het begin, en nu en altijd en in de eeuwen der eeuwen. Amen).

## Muzikale bezetting
De cantate is geschreven voor de, voor Bachs kerkcantates, ongebruikelijke bezetting van een vijfstemmig koor (met een dubbele sopraanpartij). Het orkest bestaat uit drie trompetten, pauk, twee dwarsfluiten, twee hobo's, twee violen, altviool en basso continuo.
Het eerste en het derde deel worden door het koor gezongen. Het tweede deel is een duet tussen een tenor en een sopraan, gezongen in de vorm van een aria.

## Toelichting
Het eerste deel (Gloria in Excelsis Deo) is een bijna letterlijke kopie van het Gloria uit het werk uit 1733, op een paar details na. Zo maakte Bach bij deze cantate de fagot optioneel in plaats van verplicht en liet hij de zelfstandige traverso-partij, die in het origineel de partij van de hobo verdubbelde, weg.
Voor het tweede en derde deel moest Bach grotere wijzigingen doorvoeren ten opzichte van het origineel uit 1733. Deze wijzigingen zijn later bij het componeren van de Hohe Messe door Bach weer teruggedraaid.
Het tweede deel (Gloria Patri et Filio et Spiritui sancto) is een bewerking van de Domine Deus uit de Mis van 1733. Waar Domine Deus echter zes tekstregels kent, kent het Gloria Patri et Filio et Spiritui sancto slechts één tekstregel. Hierdoor kan het effect dat de twee zangpartijen verschillende tekstregels zingen, niet worden gebruikt. Muzikaal is de aria een liefdesaria, ter herkennen aan twee stemmen die als het ware om elkaar heen cirkelen, waarin twee stemmen (de sopraan en de tenor) eer bewijzen aan God, Christus en de Heilige Geest bezingen. De solisten worden begeleid door de fluit, strijkers en een pizzicato-spelende bassocontinuo. Ten opzichte van het origineel is het stuk behoorlijk ingekort, doordat het derde deel uit Domine Deus (Agnus Dei) dat naar het lijden van Christus refereert is weggelaten.
Het derde deel (Sicut erat in principio, et nunc et semper et in saecula saeculorum. Amen) is een bewerking van het laatste deel van het Gloria uit de Mis uit 1733 (Cum sancto Spiritu, in gloria Dei Patris. Amen). Omdat de nieuwe tekst veel langer is, moest Bach aan het begin enkele maten toevoegen en verschillende stemmen elkaar overlappend laten zingen. In het saecula saeculorum ('tot in der eeuwigheid') komt de muziek precies samen op lange noten (die de eeuwigheid aangeven) en melismes. Op enkele plaatsen is een ripieno-markering aangebracht waar het orkest dus volledig speelt. Een vergelijkbaar effect gebruikte Bach eerder in de kerstcantate Unser Mund sei voll Lachens (BWV 110).